# Pinzás
Pinzás (oficialmente Santa María de Pinzás) es una parroquia española del municipio de Tomiño, perteneciente a la provincia de Pontevedra, en la comunidad autónoma de Galicia.

## Historia
Hacia mediados del siglo XIX, el lugar ya pertenecía a Tomiño. Aparece descrito en el decimotercer volumen del Diccionario geográfico-estadístico-histórico de España y sus posesiones de Ultramar de Pascual Madoz con las siguientes palabras:

PINZÁS (Sta. Maria): felig. en la prov. de Pontevedra (7 1/2 leg.), part. jud. y dióc. de Tuy (1), ayunt. de Tomiño: sit. al E. del monte de Grova, con libre ventilacion, y clima sano. Sus casas estan repartidas en los l. de Estrada, Farripes, Muros, Outeiro y el de su nombre. La igl. dedicada á Ntra. Sra. es aneja de la de Sta. Maria de Tebra, con la cual confina por S.; al N. con Couso; E. Malvás, y O. el indicado monte, de cuyas faldas nace el riach. Forcadela el cual se dirige hácia el S. y confluye en el r. Miño. El terreno es montuoso, y participa de las 3 calidades: en lo inculto se crian robles, castaños, pinos, sauces, álamos y tojo. prod.: trigo, maiz, centeno, vino, habichuelas, castañas y otras frutas; hay ganado vacuno, lanar y cabrío, y caza de liebres, conejos y perdices. pobl.: con Sta. Maria de Tebra (V.).
(Madoz, 1849, p. 43)

En 2022, tenía empadronados 179 habitantes.